# Joe Delaney (snooker)
Joe Delaney, irski igralec snookerja, * 4. avgust 1972, Dublin, Irska.

## Kariera
Delaney se je leta 2003 in 2007 prebil na glavni del turnirja UK Championship. Prav tako se je prebil na glavni del Svetovnega prvenstva 2007, kar je bila njegova prva uvrstitev med najboljših 32 igralcev na katerem od jakostnih turnirjev. Tam je v prvem krogu izpadel proti Matthewu Stevensu, ki je bil boljši z 10-2.
Snooker je za Delaneyja sicer prva prioriteta v življenju, vendar je zaposlen tudi z vodenjem pohištvenega podjetja, ki ga vodi z očetom in bratom. Njihovo podjetje izdeluje sedeže za nočne klube in kina.